# Stander
Stander je priimek več oseb:
- Andre Stander, južnoafriški policist
- Lionel Stander, ameriški igralec